# Замок Кромержиж

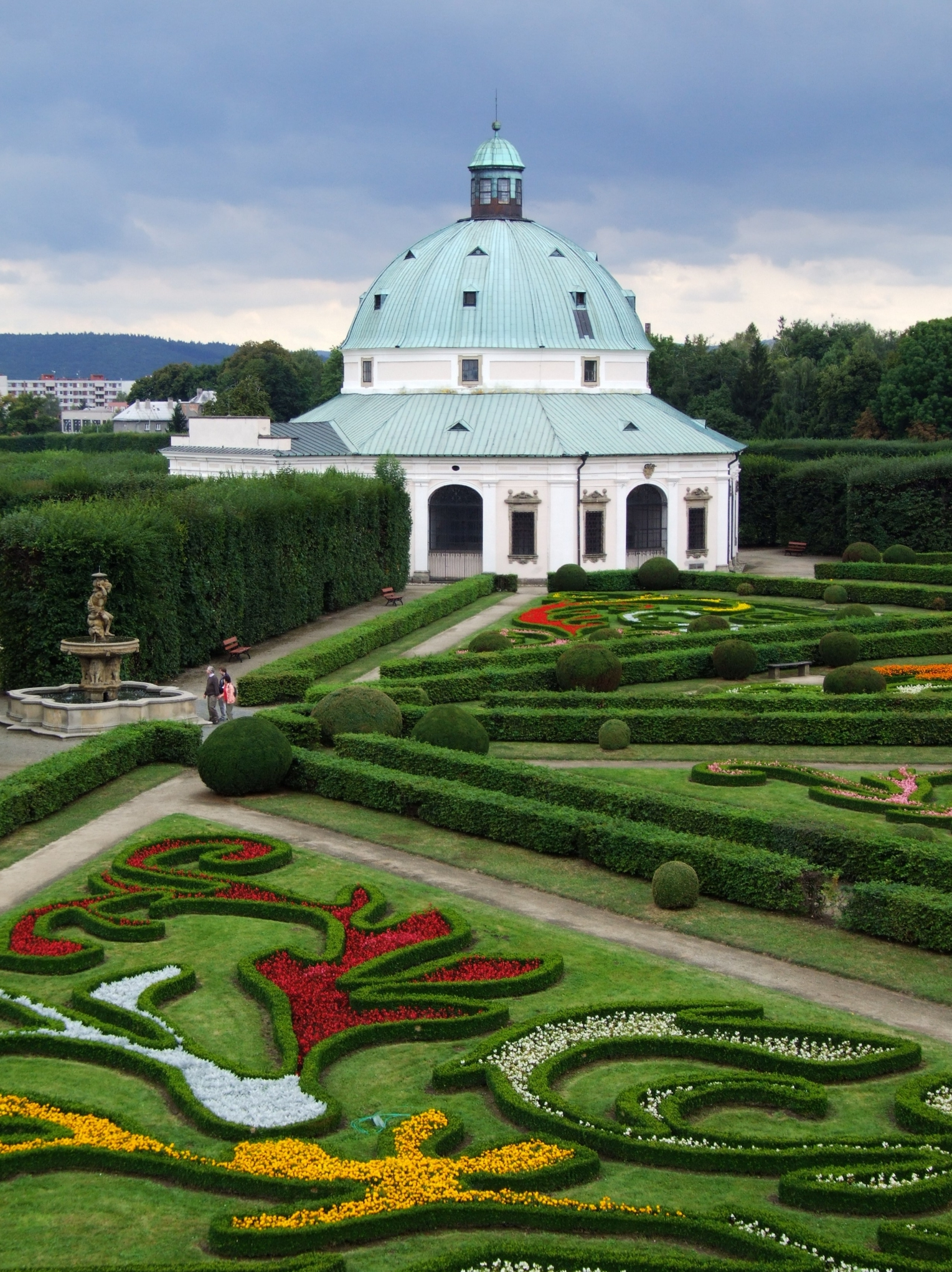
Сад палацу Кромержиж

Замок Кромержиж (чеськ. Zámek Kroměříž) — замок у місті Кромержиж, Злінський край, Чехія. Раніше був резиденцією єпископів, а з 1777 — і архієпископа Оломоуцького.

## Історія
Будівля замку виконана у пізньоготичному стилі із вираженими ознаками архітектури Ренесансу.
Вперше єпископська резиденція з'явилася у замку в 1497 році. Тут її розмістив єпископ Станіслав Турцо. Під час Тридцятилітньої війни замок був розграбований шведською армією у 1643 році. У 1664 році єпископ доручив архітектору Філіберто Луккезе провести реконструкцію палацу в стилі бароко. Так у замку з'явився розкішний Сад насолоди. Після смерті Лукезе в 1666 році Джованні П'єтро Тенкалла завершив роботу над регулярним садом і збудував палац у стилі, що нагадує туринську школу.
У 1752 році в замку сталася пожежа. Після цього єпископ Гамільтон привів у замок імператорських художників Франца Антона Молбертша та Йозефа Штерна прикрасити зали палацу своїми роботами. Колекція цих картин вважається однією з найкращих у Чехії.
Палац Кромержиж також містить видатний музичний архів та бібліотеку на 33 000 томів.

## Архітектура та ландшафт
ЮНЕСКО включила палац Кромержиж до світової спадщини у 1998 році. Як пояснюється в номінаційному досьє, "замок є хорошим, але не видатним прикладом типу аристократичної чи княжої резиденції, яка широко збереглася в Європі. на відміну від цього, є дуже рідкісним і в значній мірі цілим прикладом саду в стилі бароко". Ландшафти та палаци Богемії та Моравії в стилі бароко зазнали сильного впливу італійського бароко, хоча в компонуванні цього саду задоволень на значною мірою рівному місці також помітний вплив стилю французького формального бароко. За проектування та виконання місця відповідали два італійські архітектори, Філіберто Лучезе (1607—1666), а після його смерті — Джованні П'єтро Тенкалла (1629—1702).
Сад насолоди бароко розташований на віддалі від палацу, як це можна побачити сьогодні з аерофотозйомки. На гравюрах, виконаних в 1691 році Георгом Матфеєм Вішер, видно повністю закритий сад. Окрім офіційних барокових партерів, поряд із палацом є також менш формальний англійський сад XIX ст., який зазнав пошкоджень під час повені в 1997 році.

## Замок у фільмах та серіалах
| Рік      | Фільм / серія                     | Посилання IMDb |
| 2019 р   | Віскі кавалер                     | [1]            |
| 2017 рік | Марія Терезія                     | [2]            |
| 2014 рік | Мушкетери                         | [3]            |
| 2016 рік | Задоволення 1720                  | [4]            |
| 2014 рік | Катерина                          | [5]            |
| 2013 рік | Анжеліка                          | [6]            |
| 2012 рік | Королівська справа                | [7]            |
| 2010 рік | Шатобріан                         | [8]            |
| 2012 рік | Дочка капітана                    | [9]            |
| 2003 рік | Тренк — Два серця проти корони    | [10]           |
| 2002 рік | Наполеон                          | [11]           |
| 1999 рік | Мікеле Строгофф — царський кур'єр | [12]           |
| 1994 рік | Безсмертна кохана                 | [13]           |
| 1992 рік | Хроніки молодого Індіана Джонса   | [14]           |
| 1991 рік | Принц-жаба                        | [15]           |
| 1984 рік | Амадей                            | [16]           |

## Галерея

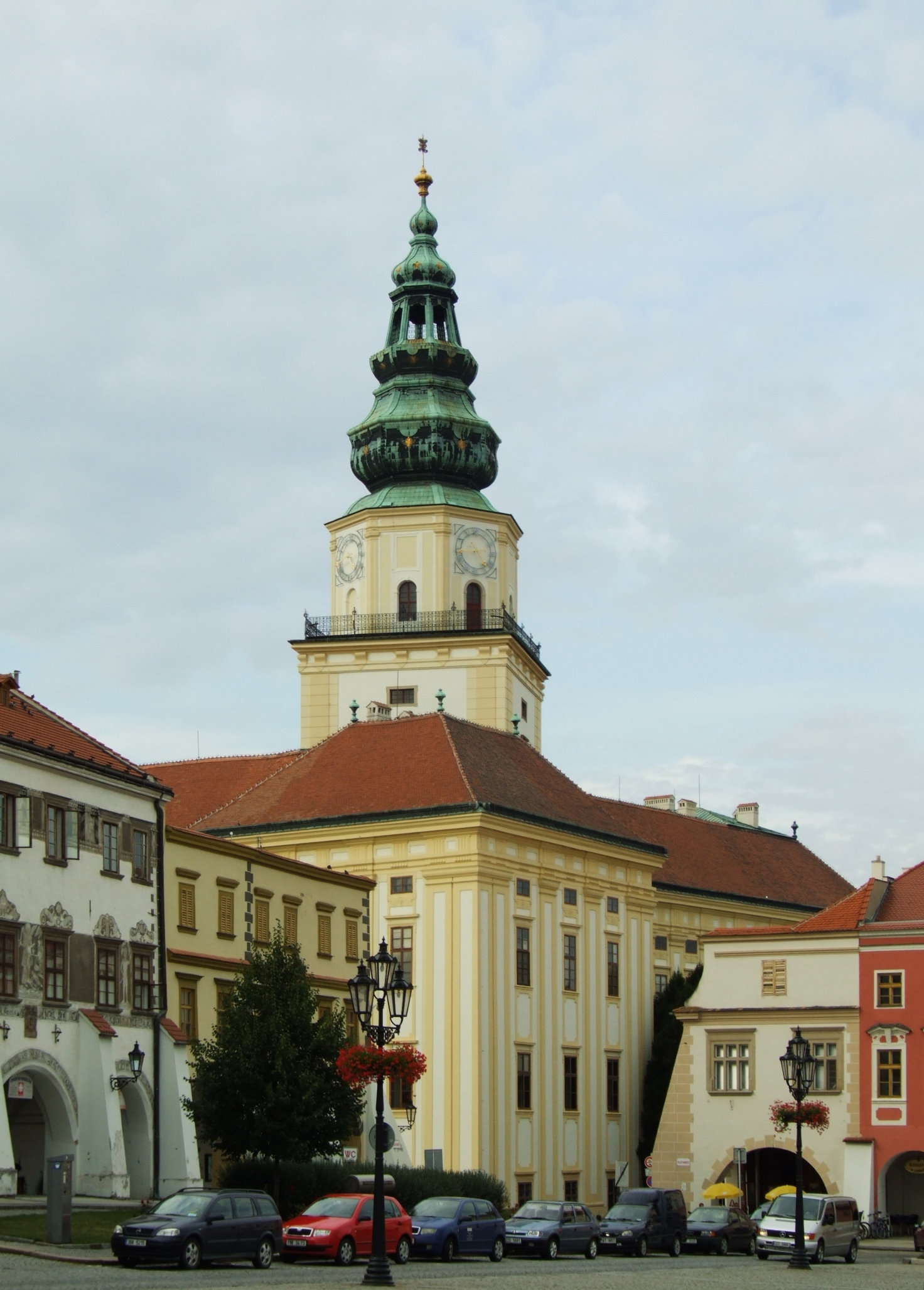
Вид із міста
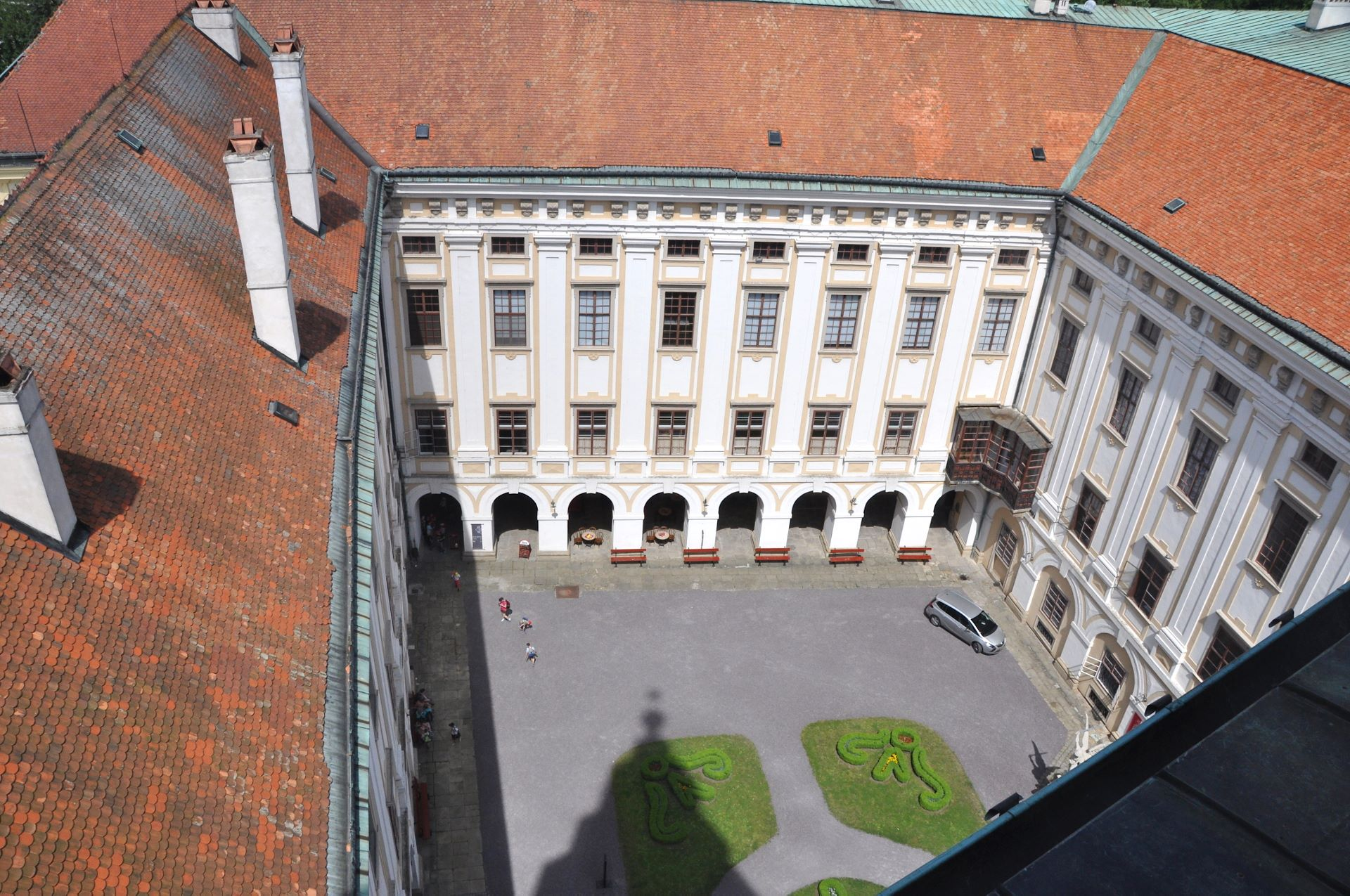
Внутрішній двір
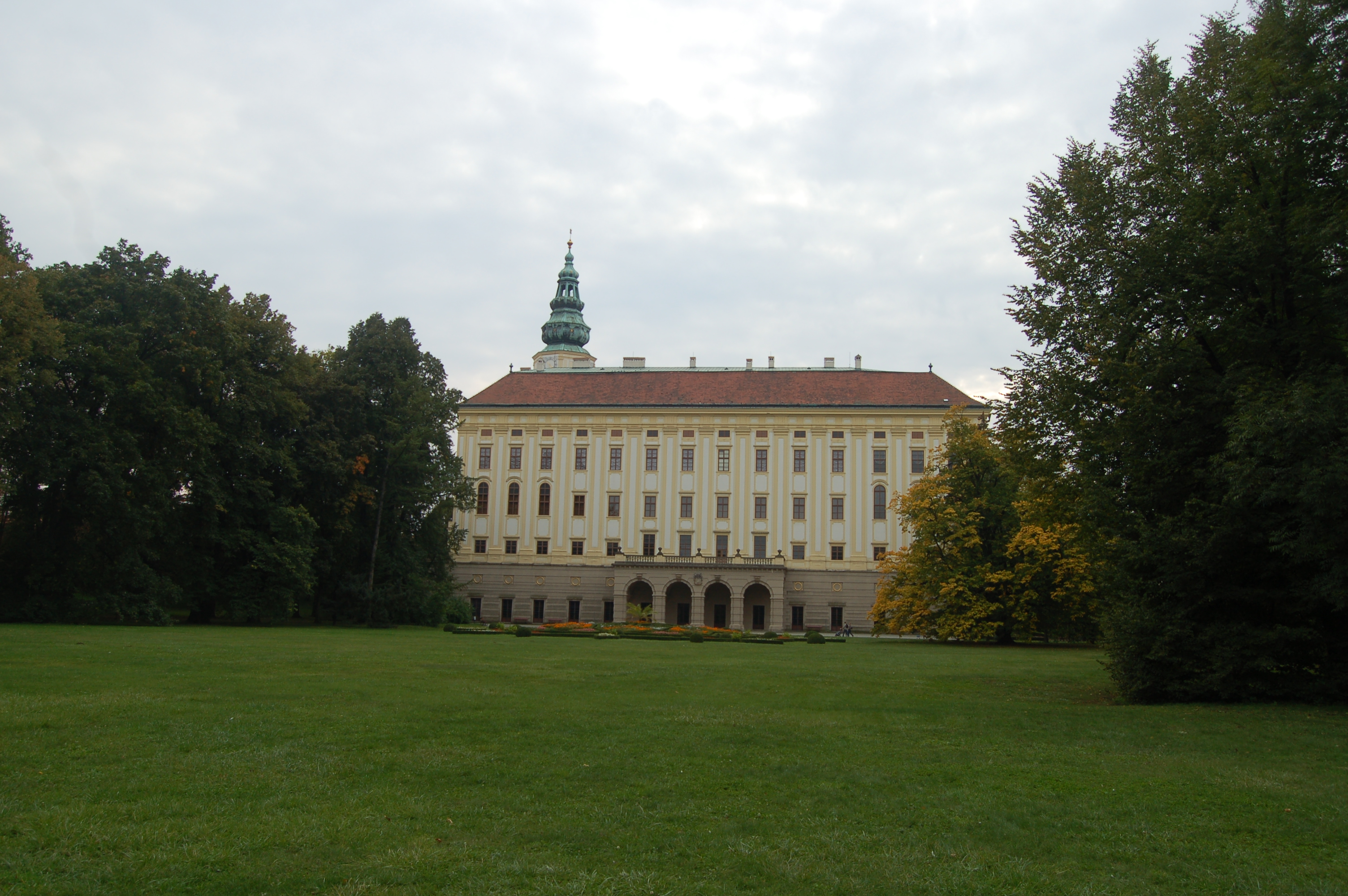
Вид із саду
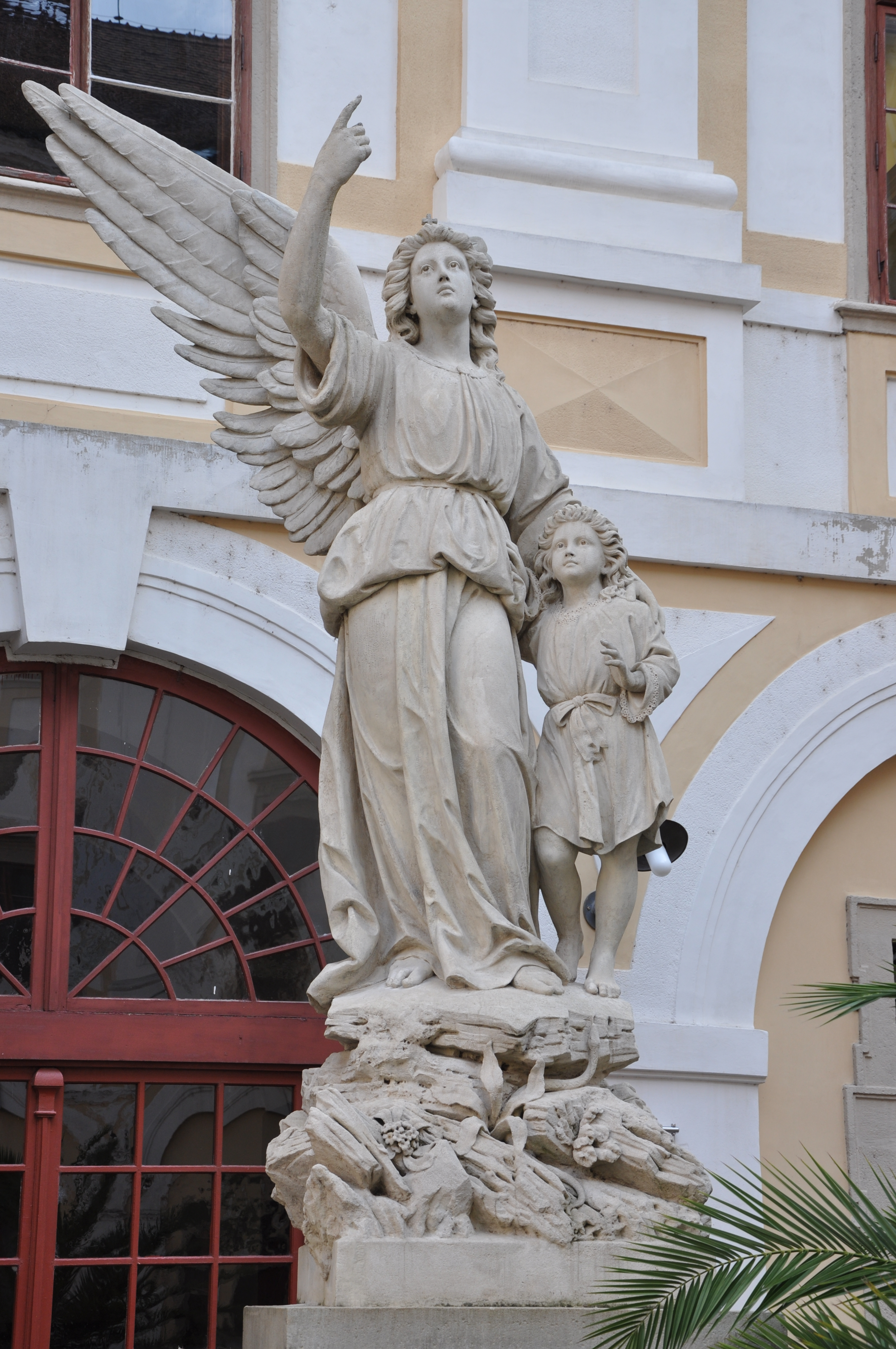
Ангел-охоронець з дитиною
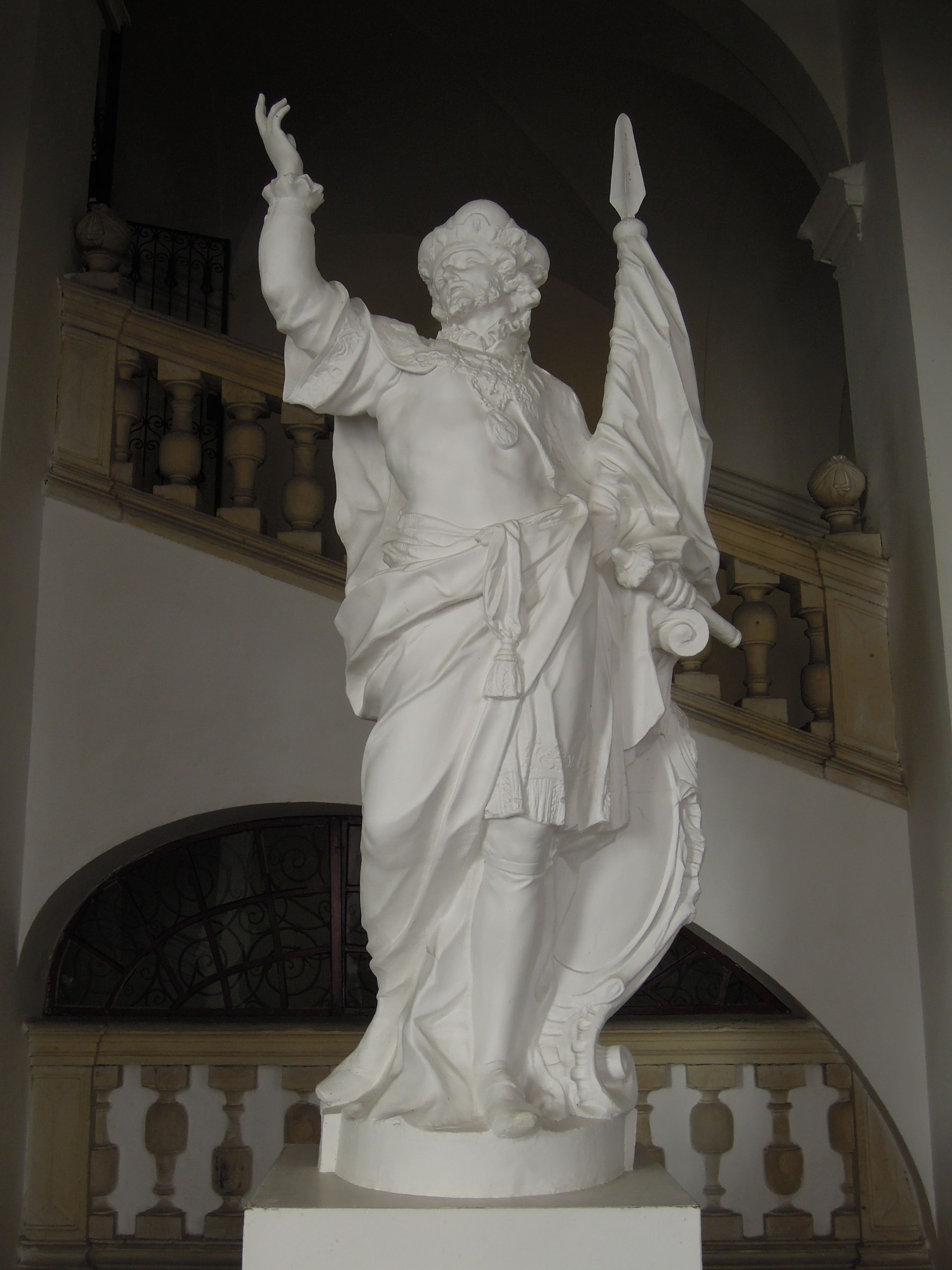
Одна зі статуй  замку Кромержиж
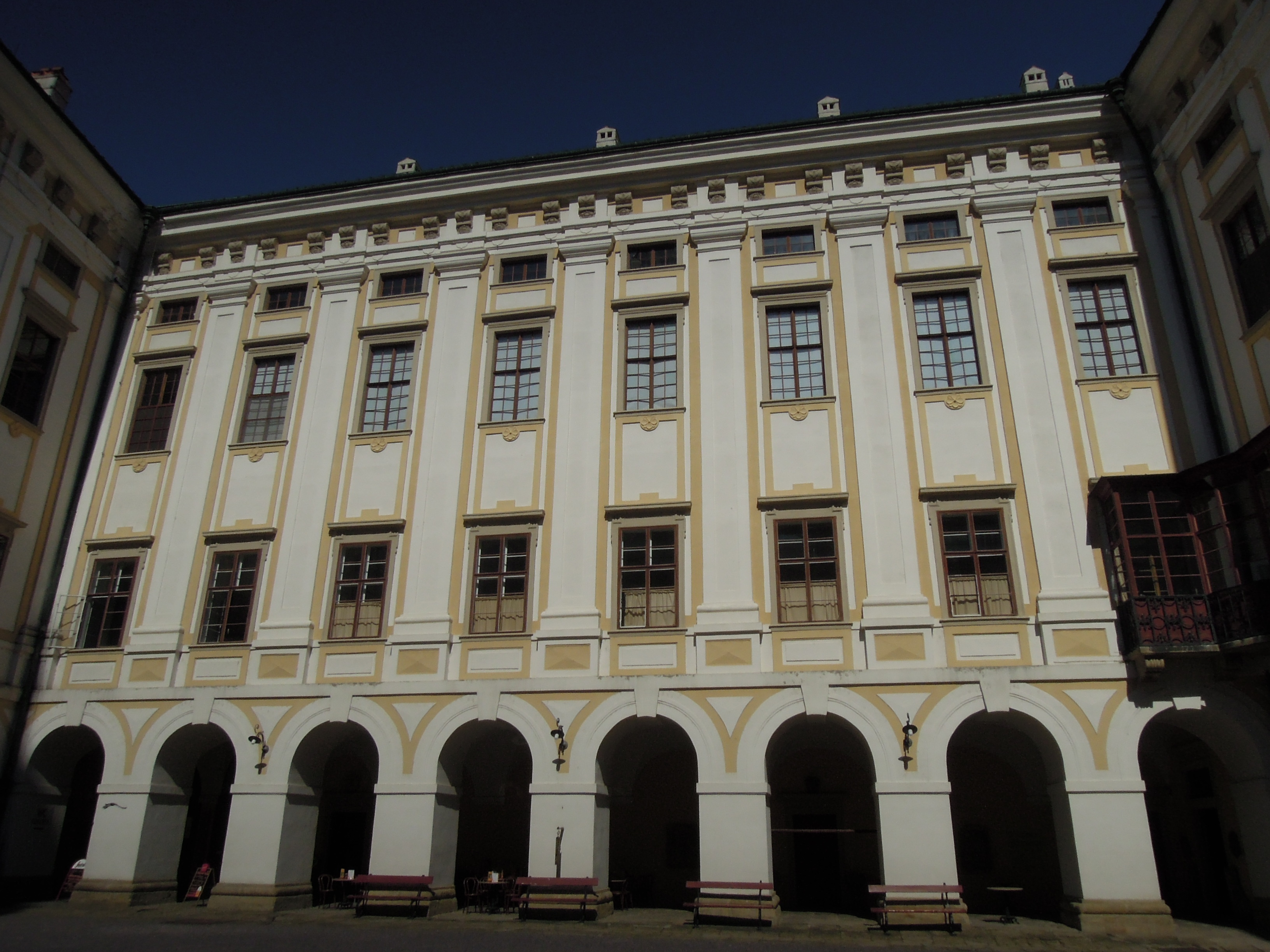
Вид на замок із внутрішнього двору
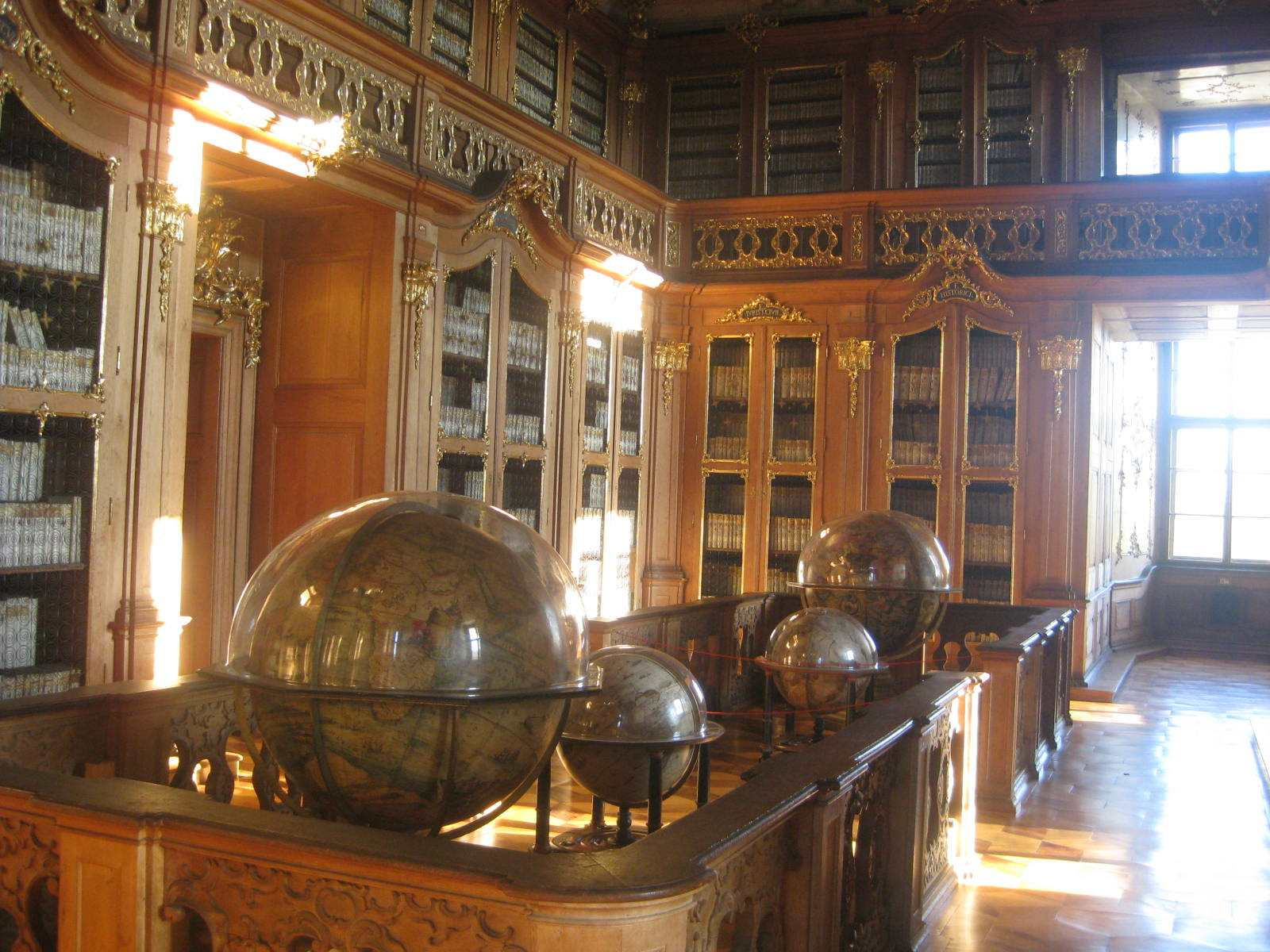
Архієпископська книгарня